# Салас, Марина
Марина Салас Родригес (исп. Marina Salas Rodríguez; род. 17 октября 1988, Корнелья-де-Льобрегат) — испанская актриса кино, известная своими ролями в таких фильмах, как «Лопе де Вега: Распутник и соблазнитель», «Три метра над уровнем неба» и «Три метра над уровнем неба. Я тебя хочу».

## Биография
Марина Салас родилась 17 октября 1988 года в провинции Барселоне. Актриса с детства отличалась от других детей. Она с детства любила подражать героям различных мультфильмов и фильмов и ей это прекрасно удавалось. Наделённая актёрским талантом маленькая актриса произвела впечатление на режиссёра сериала «Комиссар», который впоследствии пригласил её на второстепенную роль. В 2000 году Марина Салас играла сразу в двух сериалах — «Городская больница» и «Городские декорации». В 2006 году актриса появляется в одном из эпизодов «Каталонии» и играет роль дочери главного героя в фильме «Без тебя».
В 2007 году сыграла эпизодическую роль в сериале «Обратный отсчёт». Спустя год Марину приглашают в сериал «Кто-нибудь есть там?» на второстепенную роль. В 2010 году принимает участие в съемках фильма «Лопе де Вега: Распутник и соблазнитель». В этом же году снимается в мелодраме «Три метра над уровнем неба», где играет роль Катины — лучшей подруги главной героини.
В 2011 году Марина Салас получает роль глухонемой девочки Люсии в эпизоде сериала «Ангел или Демон», а в популярном сериале «Ковчег» (El Barco) роль Вилмы — девушки, решающей родить ребёнка, несмотря на грядущий апокалипсис.
В 2012 году исполнила роль Ванессы в фильме «Короли рулетки» и Катины в киноленте «Три метра над уровнем неба: Я хочу тебя».

## Кино
| Кино | Кино                                    | Кино                 | Кино                |
| Год  | Название                                | Роль                 | Примечания          |
| ---- | --------------------------------------- | -------------------- | ------------------- |
| 2006 | Без тебя (Sin ti)                       | Альба                | Роль дебюта         |
| 2010 | Лопе де Вега: Распутник и соблазнитель  | Смуглая леди сонетов | Второстепенная роль |
| 2010 | Три метра над уровнем неба              | Катина               | Главная роль        |
| 2012 | Короли рулетки                          | Ванесса              | Главная роль        |
| 2012 | Три метра над уровнем неба. Я тебя хочу | Катина               | Главная роль        |
| 2014 | За пригоршню поцелуев                   | Глория               |                     |
| 2015 | Кафе «Марина»                           | Катрина              |                     |
| 2016 | Жизнь на Марсе                          | Ана                  |                     |
| 2018 | Ибица                                   | Нина                 |                     |

## Телевидение
| Телевидение | Телевидение          | Телевидение          | Телевидение                                  |
| Год         | Название             | Роль                 | Примечания                                   |
| ----------- | -------------------- | -------------------- | -------------------------------------------- |
| 2005—2006   | Городские декорации  | Лайла                | Сезон 6 (50 серий)                           |
| 2007        | Обратный отсчёт      | Рут                  | 1 серия                                      |
| 2007—2008   | Исчезнувшая          | Кристина Маркос      | Главная роль (13 серий)                      |
| 2008—2009   | Комиссар             | Наталия              | 2 серии («просто секс», «Ellen Show»)        |
| 2009        | Пакт                 | Ребека Луенго        | TV Movie                                     |
| 2009—2010   | Кто-нибудь там есть? | Сильвия              |                                              |
| 2010        | El vlog de Greta     | Вив                  | 2 серии («Почему девушки», «Ring Ring»)      |
| 2011        | Ангел или демон      | Лусия                | 2 эпизод («Демон ревности»)                  |
| 2011        | Центральная больница | Альма Риверо         | 2 серии («Спасая жизни», «Страх и смелость») |
| 2011—2013   | Ковчег               | Вильма Лиоренте      | Главная роль (43 серий)                      |
| 2015—2019   | Наши                 | Дези                 |                                              |
| 2015—2016   | Свидания             | Джина                |                                              |
| 2015—2016   | Император Карлос     | Элеонора Австрийская |                                              |
| 2017—2018   | Зона                 | Эстер Урия           |                                              |
| 2019—2021   | Аче                  | Сильвия Веласко      |                                              |